# Roger Jorgensen
Roger Kennedy Jorgensen (Columbus, 2 settembre 1920 – Robinson, 3 ottobre 2010) è stato un cestista statunitense, professionista nella BAA.
Era il fratello di Noble Jorgensen.